# Artisan (Magazin)
Das Magazin Artisan ist ein deutschsprachiges Fachmagazin für kleine und mittelständische Betriebe im Bäckerhandwerk, die mit traditionellen Herstellungsverfahren, natürlichen Rohstoffen und ohne Fertigprodukte arbeiten. Die Zeitschrift erscheint vier Mal im Jahr. Sie wurde 2004 gegründet. Die Zielgruppe sind Handwerksbäcker in Deutschland, Österreich und der Schweiz. Das Magazin erscheint bei der Convention Verlagsgesellschaft mbH mit Sitz in Osnabrück. Verleger und Geschäftsführer ist Trond Patzphal. Das Magazin Artisan ist Mitglied des IVW. Die Druckauflage liegt bei rund 2.000 Exemplaren pro Ausgabe.

## Schwerpunktthemen und Rubriken

### Rubriken
Die Zeitschrift ist aufgeteilt in die Rubriken
- Nachrichten aus der Backbranche
- Experten-Interviews
- Gebäckideen
- Porträts von einzelnen Handwerksbäckereien in Europa
- Rohstoffkunde
- Fachtechnik
- Besondere Backwaren und
- Seminarberichte

Die jeweiligen Jahresinhaltsverzeichnisse können im Archiv der Artisan auf deren Website eingesehen werden.

### Themen
Schwerpunkt bilden die Themen 
- Traditionelle Herstellungsverfahren
- Natürliche Rohstoffe
- Vorteige, Quell- und Brühstücke
- Sauerteige, besondere Führungsarten
- Verzicht auf Fertigprodukte, Backmittel und Convenience
- Lange Teigführung und
- Regionale sowie saisonale Produkte und Rohstoffe

## Geschichte
Das Magazin Artisan geht zurück auf den 2003 gegründeten Verein Slow baking. Im Jahr darauf erschien die erste Ausgabe des slow baking-Magazins im Convention Verlag als begleitendes Informationsmedium. Nachdem 2007 das Gesamtkonzept aus Verein und Verlag verändert worden war, trennten sich beide voneinander. Seit dem Jahre 2009 war das Magazin unter dem Titel Artisan – The fine art of baking bekannt. Im Jahre 2011 übernahm die BackMedia Verlagsgesellschaft mbH den Titel von Convention; 2014 ging die BackMedia Verlagsgesellschaft mbH in der Inger Verlagsgesellschaft auf; heute erscheint das Magazin wieder bei Convention unter dem Titel Artisan – Das Magazin für Handwerkskunst und Slow Baking.

## Seminare
Die Convention Verlagsgesellschaft mbH veranstaltet regelmäßig Seminare zu Artisan.

## Erfa-Kreis
Seit Anfang 2017 führt die Servicegesellschaft des Rheinischen Bäckerhandwerks mbH den Erfa-Kreis für das Magazin Artisan durch. Der Erfa-Kreis wird von Markus Theißen betreut und trifft sich drei Mal im Jahr.